# Paraloid B-72

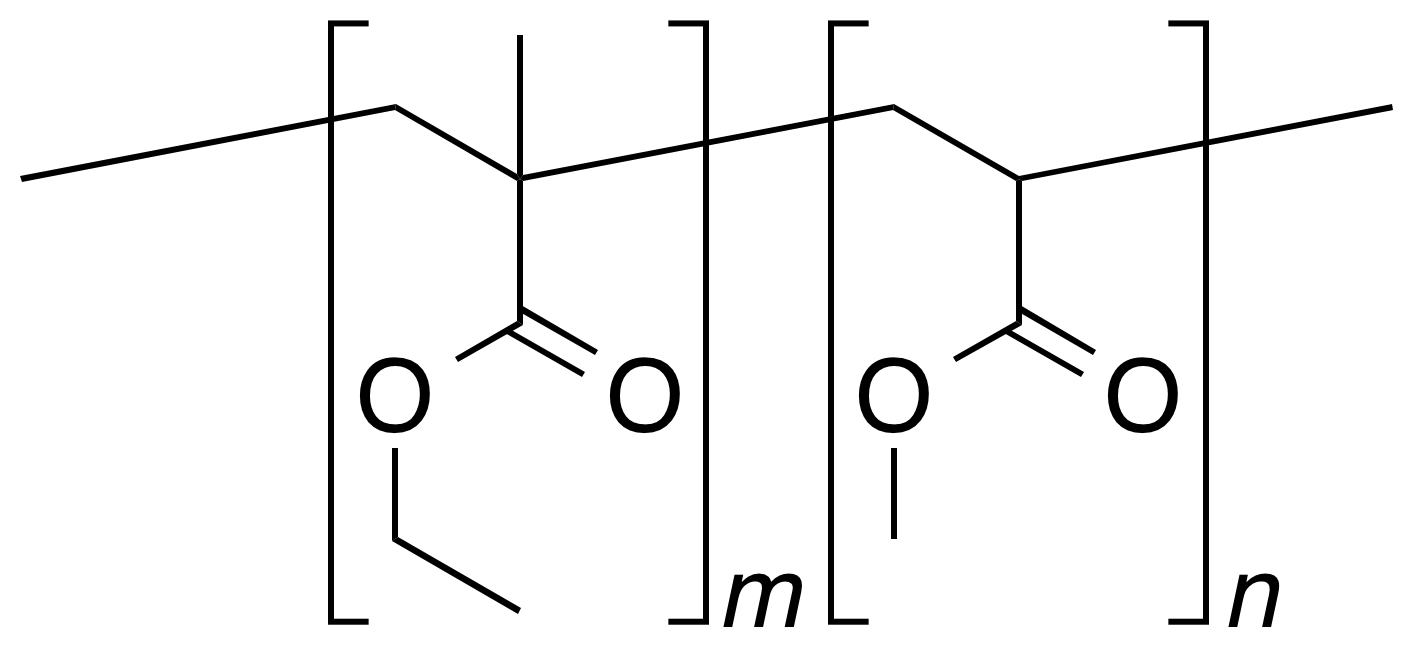

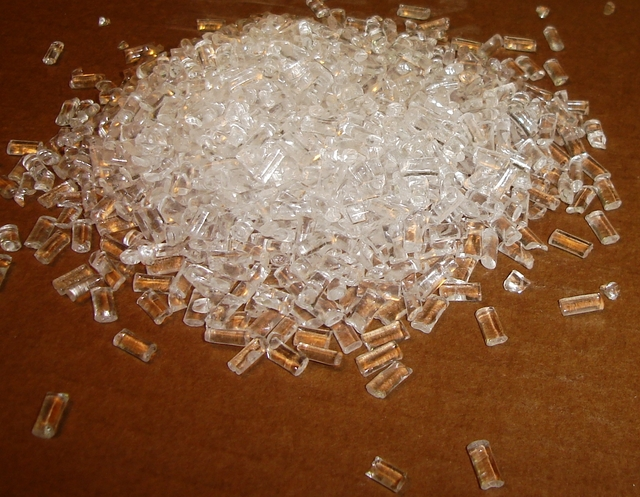
Paraloid in grani

Il Paraloid B72 è un copolimero di etilmetacrilato-metilacrilato solubile in chetoni, esteri, idrocarburi aromatici e clorurati, definibile anche come resina acrilica. 
Si presenta in grani trasparenti, detti anche gocce, o pellets, solubili in vari tipi di solventi, tra cui, ad esempio, acetone, etanolo, acetato di butile, toluene. Anche se la soluzione risultante può assumere un colore lattiginoso, il film che si forma sulle superfici trattate è trasparente e brillante e non soggetto a ingiallimento.
Una volta diluita, l'applicazione della resina può avvenire in modi diversi, a pennello o nebulizzata per realizzare verniciature finali protettive, oppure  mediante pennello, pipette, o contagocce. Può avvenire per immersione diretta dell'oggetto, a seconda dei casi, per consolidare un manufatto.
Trova impiego nel campo del restauro come vernice finale o come consolidante (a basse concentrazioni, 2-4%), di rado come adesivo,  concentrazioni maggiori. 
Permette un'ottima resa impermeabile ed è stabile anche alla luce sul lungo periodo senza manifestare alterazioni cromatiche.
Nel tempo, le molecole tendono a formare dei legami incrociati diminuendo la reversibilità.
Può essere usato per il restauro di dipinti, affreschi, di oggetti in materiali ceramici, vitrei, lignei, per la preparazione dei fossili, l'indurimento dei martelletti dei pianoforti, ma va manipolato con estrema attenzione, poiché è pericoloso per inalazione, ingestione e per contatto con la pelle. Inoltre, l'esposizione prolungata ai solventi contenuti nel prodotto può essere dannosa per fegato, reni e cuore (per tale motivo, va fatta attenzione alle avvertenze contenute nella scheda dei dati di sicurezza fornita dal produttore).